# Lisa Franchetti
Lisa Marie Franchetti, född 1964, är en amiral i USA:s flotta. 
Franchetti innehade mellan 2 november 2023 och 21 februari 2025 befattningen som Chief of Naval Operations och var som sådan ledamot av Joint Chiefs of Staff.
Hon var den första kvinnan på den posten som flottans försvarsgrenschef och den andra kvinnan att uppnå 4-stjärnig amiralsrang i USA:s flotta.

## Bakgrund
Franchetti erhöll 1985 bachelorexamen i journalistik från Northwestern University och erhöll officersfullmakt i flottan genom deltagande i NROTC. Möjligheten för kvinnor att tjänstgöra ombord på stridsfartyg tilläts med början 1993.
Hon har varit sekond för jagaren USS Stout (DDG-55), fartygschef för jagaren USS Ross (DDG-71), samt adjutant till USA:s marinminister.
Franchetti var mellan 2018 och 2020 befälhavare för amerikanska sjätte flottan, NATO:s marina strids- och stödstyrkor; biträdande befälhavare, USA:s marina Europastyrkor; biträdande befälhavare USA:s marina Afrikastyrkor; och Joint Force Maritime Component Commander. Mellan 2020 och 2022 var Franchetti som viceamiral chef för strategidirektoratet (J5) vid Joint Staff. 
Från 2022 och befordran till 4-stjärning amiral var hon vicechef för flottan. Franchetti nominerades och utsågs av USA:s president Joe Biden
USA:s försvarsminister Pete Hegseth avskedade amiral Franchetti den 21 februari 2025, samma dag som president Donald Trump avskedade försvarschefen general C.Q. Brown.